# Free and Open Source Silicon Foundation
La Free and Open Source Silicon Foundation (amb acrònim anglès FOSSi) és una fundació sense ànim de lucre amb la missió de promoure i ajudar els dissenys de maquinari digital lliure i obert i els seus ecosistemes relacionats. Va ser creat per l'equip principal de desenvolupament d'OpenRISC en resposta a la disminució del suport dels propietaris comercials del lloc web opencores.org. El patrocinador principal de la Fundació FOSSi és Google i els patrocinadors anteriors inclouen Cadence Design Systems i Embecosm. La Fundació FOSSi no s'ha de confondre amb la Free Silicon Foundation.
La Fundació FOSSi funciona com un grup obert, inclusiu i independent dels venedors. Identifica la seva missió com les activitats següents:
- donar suport i promoure el desenvolupament d'estàndards oberts i el seu ús;
- donar suport a esdeveniments comunitaris i organitzar esdeveniments regulars;
- fomentar la participació de la indústria en el disseny IP de codi obert;
- ajudar els aficionats i les institucions acadèmiques a obrir la seva feina al públic; i
- donar suport al desenvolupament i manteniment d'un lloc web, amb l'objectiu de proporcionar una plataforma de silici lliure i de codi obert.